# Ašratum
Ašratum (Ašratu) ist eine babylonische Liebesgöttin. Sie ist die Gattin von Amurrum. Ašratum ist seit der altbabylonischen Zeit (1. Dynastie von Babylon) belegt, vor allem in Götterlisten.
Ihr Beiname ist bēlet ṣēri, Herrin der Steppe. Hammurapi nennt sie kallat šar šamī, „Braut des Herrn der Himmel“ und bēlet kuzbi u ulṣi, Herrin der Freude und der sexuellen Erfüllung.
Als Personenname ist lediglich Ašratum-ummi, „Ašratum ist meine Mutter“ überliefert.